# 18e étape du Tour d'Espagne 2023
Pour un article plus général, voir Tour d'Espagne 2023.
La 18e étape du Tour d'Espagne 2023 se déroule le jeudi 14 septembre 2023 entre Pola de Allande et La Cruz de Linares dans les Asturies sur une distance de 178,9 km.

## Parcours
Cette dernière étape de haute montagne avec un départ à Pola de Allande reste dans les Asturies et compte cinq cols à escalader dont le Puerto de San Lorenzo (col de 1re catégorie) franchi après 88,6 km de course. L'étape se termine par la double ascension du Puerto de La Cruz de Linares, un col de 1re catégorie inédit sur la Vuelta, long de 8,3 km avec une pente moyenne de 8,6 %. Le premier passage de ce col (et de la ligne d'arrivée) avec octroi de bonifications a lieu à 25 km du terme de l'étape. Il s'agit de la huitième et dernière arrivée au sommet de l'édition 2023 de la Vuelta.

## Déroulement de la course
Dès les premiers minutes de l'étape, une échappée de quatorze hommes se forme et creuse rapidement un écart sur le peloton qui atteint les dix minutes. Le coureur le mieux classé de cette échappée est le porteur du maillot à pois Remco Evenepoel (Soudal Quick-Step) qui désire assurer définitivement sa première place au classement de meilleur grimpeur. L'Italien Damiano Caruso (Bahrain Victorious) et le Colombien Egan Bernal (Ineos Grenadiers) font aussi partie de ce groupe de tête. Evenepoel passe en tête des deux premiers cols. Au sommet de l'Alto de Tenebredo (col de 3e catégorie, sommet à 57 km de l'arrivée), les fuyards toujours emmenés par Evenepoel ne sont plus que six avec, en plus du Belge, Caruso, Bernal, Max Poole (DSM-Firmenich), Andreas Kron (Lotto Dstny) et Paul Ourselin (TotalEnergies). Dans la descente, Julien Bernard (Lidl-Trek) et Andrea Piccolo (EF Education) reviennent se joindre à la tête de la course composée désormais de huit coureurs.
Dès le début de la première ascension du Puerto de La Cruz de Linares, Caruso et Poole sont les seuls à pouvoir suivre Evenepoel. À 29 km du terme et 4 km du premier passage sur la ligne d'arrivée au sommet du Puerto de La Cruz de Linares, Evenepoel lâche ses deux derniers compagnons d'échappée et s'isole en tête de la course. Au premier passage sur la ligne d'arrivée (25 km à parcourir), Evenepoel compte une minute et vingt secondes d'avance sur Poole, son premier poursuivant, et onze minutes et vingt-cinq secondes sur le peloton maillot rouge. Remco Evenepoel remporte en solitaire un troisième succès sur cette Vuelta 2023 avec une avance de quatre minutes et quarante-quatre secondes sur Damiano Caruso. Le groupe des favoris où Jonas Vingegaard concède quelques secondes arrive à plus de neuf minutes d'Evenepoel.

## Résultats

### Classement de l'étape
| \| Classement de l'étape \| Classement de l'étape \| Classement de l'étape \| Classement de l'étape \| Classement de l'étape \| \| Coureur \| Coureur \| Pays \| Équipe \| Temps \| \| --------------------- \| --------------------- \| --------------------- \| --------------------- \| --------------------- \| \| 1er \| Remco Evenepoel \| Belgique \| Soudal Quick-Step \| 4 h 47 min 37 s \| \| 2e \| Damiano Caruso \| Italie \| Bahrain Victorious \| + 4 min 44 s \| \| 3e \| Andreas Kron \| Danemark \| Lotto Dstny \| + 5 min 10 s \| \| 4e \| Max Poole \| Royaume-Uni \| Team DSM-Firmenich \| + 5 min 12 s \| \| 5e \| Paul Ourselin \| France \| TotalEnergies \| + 5 min 17 s \| \| 6e \| Julien Bernard \| France \| Lidl-Trek \| + 6 min 11 s \| \| 7e \| Egan Bernal \| Colombie \| Ineos Grenadiers \| + 7 min 01 s \| \| 8e \| Juan Ayuso \| Espagne \| UAE Team Emirates \| + 9 min 29 s \| \| 9e \| Enric Mas \| Espagne \| Movistar Team \| + 9 min 29 s \| \| 10e \| Sepp Kuss \| États-Unis \| Jumbo-Visma \| + 9 min 29 s \| |                 |             |                    |                 |
| |                 |             |                    |                 |
| Source : ProCyclingStats |                 |             |                    |                 |
| Classement de l'étape |                 |             |                    |                 |
| Coureur | Coureur         | Pays        | Équipe             | Temps           |
| 1er | Remco Evenepoel | Belgique    | Soudal Quick-Step  | 4 h 47 min 37 s |
| 2e | Damiano Caruso  | Italie      | Bahrain Victorious | + 4 min 44 s    |
| 3e | Andreas Kron    | Danemark    | Lotto Dstny        | + 5 min 10 s    |
| 4e | Max Poole       | Royaume-Uni | Team DSM-Firmenich | + 5 min 12 s    |
| 5e | Paul Ourselin   | France      | TotalEnergies      | + 5 min 17 s    |
| 6e | Julien Bernard  | France      | Lidl-Trek          | + 6 min 11 s    |
| 7e | Egan Bernal     | Colombie    | Ineos Grenadiers   | + 7 min 01 s    |
| 8e | Juan Ayuso      | Espagne     | UAE Team Emirates  | + 9 min 29 s    |
| 9e | Enric Mas       | Espagne     | Movistar Team      | + 9 min 29 s    |
| 10e | Sepp Kuss       | États-Unis  | Jumbo-Visma        | + 9 min 29 s    |

### Points attribués pour le classement par points
| Sprint intermédiaire Proaza (km 162,6) | Sprint intermédiaire Proaza (km 162,6) | Sprint intermédiaire Proaza (km 162,6) | Sprint intermédiaire Proaza (km 162,6) | Sprint intermédiaire Proaza (km 162,6) |
| -------------------------------------- | -------------------------------------- | -------------------------------------- | -------------------------------------- | -------------------------------------- |
|                                        | Coureur                                | Pays                                   | Équipe                                 | Point(s)                               |
| 1er                                    | Remco Evenepoel                        | Belgique                               | Soudal Quick-Step                      | 20                                     |
| 2e                                     | Max Poole                              | Grande-Bretagne                        | DSM-Firmenich                          | 17                                     |
| 3e                                     | Damiano Caruso                         | Italie                                 | Bahrain Victorious                     | 15                                     |
| 4e                                     | Andreas Kron                           | Danemark                               | Lotto Dstny                            | 13                                     |
| 5e                                     | Paul Ourselin                          | France                                 | TotalEnergies                          | 10                                     |
| modifier                               |                                        |                                        |                                        |                                        |

| Arrivée d'étape Cruz de Llinares (km 178,9) | Arrivée d'étape Cruz de Llinares (km 178,9) | Arrivée d'étape Cruz de Llinares (km 178,9) | Arrivée d'étape Cruz de Llinares (km 178,9) | Arrivée d'étape Cruz de Llinares (km 178,9) |
| ------------------------------------------- | ------------------------------------------- | ------------------------------------------- | ------------------------------------------- | ------------------------------------------- |
|                                             | Coureur                                     | Pays                                        | Équipe                                      | Point(s)                                    |
| 1er                                         | Remco Evenepoel                             | Belgique                                    | Soudal Quick-Step                           | 20                                          |
| 2e                                          | Damiano Caruso                              | Italie                                      | Bahrain Victorious                          | 17                                          |
| 3e                                          | Andreas Kron                                | Danemark                                    | Lotto Dstny                                 | 15                                          |
| 4e                                          | Max Poole                                   | Grande-Bretagne                             | DSM-Firmenich                               | 13                                          |
| 5e                                          | Paul Ourselin                               | France                                      | TotalEnergies                               | 11                                          |
| 6e                                          | Julien Bernard                              | France                                      | Lidl-Trek                                   | 10                                          |
| 7e                                          | Egan Bernal                                 | Colombie                                    | Ineos Grenadiers                            | 9                                           |
| 8e                                          | Juan Ayuso                                  | Espagne                                     | UAE Emirates                                | 8                                           |
| 9e                                          | Enric Mas                                   | Espagne                                     | Movistar                                    | 7                                           |
| 10e                                         | Sepp Kuss                                   | États-Unis                                  | Jumbo-Visma                                 | 6                                           |
| 11e                                         | Primož Roglič                               | Slovénie                                    | Jumbo-Visma                                 | 5                                           |
| 12e                                         | Mikel Landa                                 | Espagne                                     | Bahrain Victorious                          | 4                                           |
| 13e                                         | Jonas Vingegaard                            | Danemark                                    | Jumbo-Visma                                 | 3                                           |
| 14e                                         | Pelayo Sánchez                              | Espagne                                     | Burgos-BH                                   | 2                                           |
| 15e                                         | Santiago Buitrago                           | Colombie                                    | Bahrain Victorious                          | 1                                           |
| modifier                                    |                                             |                                             |                                             |                                             |

### Points attribués pour le classement du meilleur grimpeur
| Alto de Las Estacas (km 48,8) 2e catégorie (5,1 km à 7,5%) | Alto de Las Estacas (km 48,8) 2e catégorie (5,1 km à 7,5%) | Alto de Las Estacas (km 48,8) 2e catégorie (5,1 km à 7,5%) | Alto de Las Estacas (km 48,8) 2e catégorie (5,1 km à 7,5%) | Alto de Las Estacas (km 48,8) 2e catégorie (5,1 km à 7,5%) |
| ---------------------------------------------------------- | ---------------------------------------------------------- | ---------------------------------------------------------- | ---------------------------------------------------------- | ---------------------------------------------------------- |
|                                                            | Coureur                                                    | Pays                                                       | Équipe                                                     | Point(s)                                                   |
| 1er                                                        | Remco Evenepoel                                            | Belgique                                                   | Soudal Quick-Step                                          | 5                                                          |
| 2e                                                         | Hugo Hofstetter                                            | France                                                     | Arkéa-Samsic                                               | 3                                                          |
| 3e                                                         | Nico Denz                                                  | Allemagne                                                  | Bora-Hansgrohe                                             | 1                                                          |
| modifier                                                   |                                                            |                                                            |                                                            |                                                            |

| Puerto de San Lorenzo (km 88,6) 1re catégorie (9,9 km à 8,6%) | Puerto de San Lorenzo (km 88,6) 1re catégorie (9,9 km à 8,6%) | Puerto de San Lorenzo (km 88,6) 1re catégorie (9,9 km à 8,6%) | Puerto de San Lorenzo (km 88,6) 1re catégorie (9,9 km à 8,6%) | Puerto de San Lorenzo (km 88,6) 1re catégorie (9,9 km à 8,6%) |
| ------------------------------------------------------------- | ------------------------------------------------------------- | ------------------------------------------------------------- | ------------------------------------------------------------- | ------------------------------------------------------------- |
|                                                               | Coureur                                                       | Pays                                                          | Équipe                                                        | Point(s)                                                      |
| 1er                                                           | Remco Evenepoel                                               | Belgique                                                      | Soudal Quick-Step                                             | 10                                                            |
| 2e                                                            | Damiano Caruso                                                | Italie                                                        | Bahrain Victorious                                            | 6                                                             |
| 3e                                                            | Lewis Askey                                                   | Royaume-Uni                                                   | Groupama-FDJ                                                  | 4                                                             |
| 4e                                                            | Andreas Kron                                                  | Danemark                                                      | Lotto Dstny                                                   | 2                                                             |
| 5e                                                            | Max Poole                                                     | Grande-Bretagne                                               | DSM-Firmenich                                                 | 1                                                             |
| modifier                                                      |                                                               |                                                               |                                                               |                                                               |

| Alto del Tenebredo (km 121,2) 3e catégorie (3,4 km à 9,5%) | Alto del Tenebredo (km 121,2) 3e catégorie (3,4 km à 9,5%) | Alto del Tenebredo (km 121,2) 3e catégorie (3,4 km à 9,5%) | Alto del Tenebredo (km 121,2) 3e catégorie (3,4 km à 9,5%) | Alto del Tenebredo (km 121,2) 3e catégorie (3,4 km à 9,5%) |
| ---------------------------------------------------------- | ---------------------------------------------------------- | ---------------------------------------------------------- | ---------------------------------------------------------- | ---------------------------------------------------------- |
|                                                            | Coureur                                                    | Pays                                                       | Équipe                                                     | Point(s)                                                   |
| 1er                                                        | Remco Evenepoel                                            | Belgique                                                   | Soudal Quick-Step                                          | 3                                                          |
| 2e                                                         | Damiano Caruso                                             | Italie                                                     | Bahrain Victorious                                         | 2                                                          |
| 3e                                                         | Max Poole                                                  | Grande-Bretagne                                            | DSM-Firmenich                                              | 1                                                          |
| modifier                                                   |                                                            |                                                            |                                                            |                                                            |

| Cruz de Linares (km 153,9) 1re catégorie (8,3 km à 8,6%) | Cruz de Linares (km 153,9) 1re catégorie (8,3 km à 8,6%) | Cruz de Linares (km 153,9) 1re catégorie (8,3 km à 8,6%) | Cruz de Linares (km 153,9) 1re catégorie (8,3 km à 8,6%) | Cruz de Linares (km 153,9) 1re catégorie (8,3 km à 8,6%) |
| -------------------------------------------------------- | -------------------------------------------------------- | -------------------------------------------------------- | -------------------------------------------------------- | -------------------------------------------------------- |
|                                                          | Coureur                                                  | Pays                                                     | Équipe                                                   | Point(s)                                                 |
| 1er                                                      | Remco Evenepoel                                          | Belgique                                                 | Soudal Quick-Step                                        | 10                                                       |
| 2e                                                       | Max Poole                                                | Grande-Bretagne                                          | DSM-Firmenich                                            | 6                                                        |
| 3e                                                       | Damiano Caruso                                           | Italie                                                   | Bahrain Victorious                                       | 4                                                        |
| 4e                                                       | Andreas Kron                                             | Danemark                                                 | Lotto Dstny                                              | 2                                                        |
| 5e                                                       | Julien Bernard                                           | France                                                   | Lidl-Trek                                                | 1                                                        |
| modifier                                                 |                                                          |                                                          |                                                          |                                                          |

| \| Cruz de Linares (km 178,9) 1re catégorie (8,3 km à 8,6%) \| Cruz de Linares (km 178,9) 1re catégorie (8,3 km à 8,6%) \| Cruz de Linares (km 178,9) 1re catégorie (8,3 km à 8,6%) \| Cruz de Linares (km 178,9) 1re catégorie (8,3 km à 8,6%) \| Cruz de Linares (km 178,9) 1re catégorie (8,3 km à 8,6%) \| \| -------------------------------------------------------- \| -------------------------------------------------------- \| -------------------------------------------------------- \| -------------------------------------------------------- \| -------------------------------------------------------- \| \| \| Coureur \| Pays \| Équipe \| Point(s) \| \| 1er \| Remco Evenepoel \| Belgique \| Soudal Quick-Step \| 10 \| \| 2e \| Damiano Caruso \| Italie \| Bahrain Victorious \| 6 \| \| 3e \| Andreas Kron \| Danemark \| Lotto Dstny \| 4 \| \| 4e \| Max Poole \| Grande-Bretagne \| DSM-Firmenich \| 2 \| \| 5e \| Paul Ourselin \| France \| TotalEnergies \| 1 \| \| modifier \| \| \| \| \| |                 |                 |                    |          |
| Cruz de Linares (km 178,9) 1re catégorie (8,3 km à 8,6%) |                 |                 |                    |          |
| | Coureur         | Pays            | Équipe             | Point(s) |
| 1er | Remco Evenepoel | Belgique        | Soudal Quick-Step  | 10       |
| 2e | Damiano Caruso  | Italie          | Bahrain Victorious | 6        |
| 3e | Andreas Kron    | Danemark        | Lotto Dstny        | 4        |
| 4e | Max Poole       | Grande-Bretagne | DSM-Firmenich      | 2        |
| 5e | Paul Ourselin   | France          | TotalEnergies      | 1        |
| modifier |                 |                 |                    |          |

### Bonifications
|   | Coureur         | Pays        | Équipe             | Secondes |
| - | --------------- | ----------- | ------------------ | -------- |
| 1 | Remco Evenepoel | Belgique    | Soudal Quick-Step  | 6 s      |
| 2 | Max Poole       | Royaume-Uni | DSM-Firmenich      | 4 s      |
| 3 | Damiano Caruso  | Italie      | Bahrain Victorious | 2 s      |

|   | Coureur         | Pays     | Équipe             | Secondes |
| - | --------------- | -------- | ------------------ | -------- |
| 1 | Remco Evenepoel | Belgique | Soudal Quick-Step  | 10 s     |
| 2 | Damiano Caruso  | Italie   | Bahrain Victorious | 6 s      |
| 3 | Andreas Kron    | Danemark | Lotto Dstny        | 4 s      |

### Prix de la combativité
- Remco Evenepoel  (Soudal Quick-Step)

## Classements à l'issue de l'étape

### Classement général
| \| Classement général \| Classement général \| Classement général \| Classement général \| Classement général \| \| Coureur \| Coureur \| Pays \| Équipe \| Temps \| \| ------------------ \| ------------------ \| ------------------ \| ------------------ \| ------------------ \| \| 1er \| Sepp Kuss \| États-Unis \| Jumbo-Visma \| 65 h 31 min 27 s \| \| 2e \| Jonas Vingegaard \| Danemark \| Jumbo-Visma \| + 17 s \| \| 3e \| Primož Roglič \| Slovénie \| Jumbo-Visma \| + 1 min 08 s \| \| 4e \| Juan Ayuso \| Espagne \| UAE Team Emirates \| + 4 min 00 s \| \| 5e \| Mikel Landa \| Espagne \| Bahrain Victorious \| + 4 min 19 s \| \| 6e \| Enric Mas \| Espagne \| Movistar Team \| + 4 min 30 s \| \| 7e \| Cian Uijtdebroeks \| Belgique \| Bora-Hansgrohe \| + 7 min 37 s \| \| 8e \| Aleksandr Vlasov \| Bannière neutre \| Bora-Hansgrohe \| + 8 min 35 s \| \| 9e \| João Almeida \| Portugal \| UAE Team Emirates \| + 10 min 20 s \| \| 10e \| Santiago Buitrago \| Colombie \| Bahrain Victorious \| + 12 min 20 s \| |                   |                 |                    |                  |
| |                   |                 |                    |                  |
| Source : ProCyclingStats |                   |                 |                    |                  |
| Classement général |                   |                 |                    |                  |
| Coureur | Coureur           | Pays            | Équipe             | Temps            |
| 1er | Sepp Kuss         | États-Unis      | Jumbo-Visma        | 65 h 31 min 27 s |
| 2e | Jonas Vingegaard  | Danemark        | Jumbo-Visma        | + 17 s           |
| 3e | Primož Roglič     | Slovénie        | Jumbo-Visma        | + 1 min 08 s     |
| 4e | Juan Ayuso        | Espagne         | UAE Team Emirates  | + 4 min 00 s     |
| 5e | Mikel Landa       | Espagne         | Bahrain Victorious | + 4 min 19 s     |
| 6e | Enric Mas         | Espagne         | Movistar Team      | + 4 min 30 s     |
| 7e | Cian Uijtdebroeks | Belgique        | Bora-Hansgrohe     | + 7 min 37 s     |
| 8e | Aleksandr Vlasov  | Bannière neutre | Bora-Hansgrohe     | + 8 min 35 s     |
| 9e | João Almeida      | Portugal        | UAE Team Emirates  | + 10 min 20 s    |
| 10e | Santiago Buitrago | Colombie        | Bahrain Victorious | + 12 min 20 s    |

| Classement par points | Classement par points | Classement par points | Classement par points | Classement par points |
| Coureur               | Coureur               | Pays                  | Équipe                | Points                |
| --------------------- | --------------------- | --------------------- | --------------------- | --------------------- |
| 1er                   | Kaden Groves          | Australie             | Alpecin-Deceuninck    | 228 pts               |
| 2e                    | Remco Evenepoel       | Belgique              | Soudal Quick-Step     | 192 pts               |
| 3e                    | Andreas Kron          | Danemark              | Lotto Dstny           | 139 pts               |
| 4e                    | Jonas Vingegaard      | Danemark              | Jumbo-Visma           | 123 pts               |
| 5e                    | Primož Roglič         | Slovénie              | Jumbo-Visma           | 117 pts               |
| 6e                    | Sepp Kuss             | États-Unis            | Jumbo-Visma           | 112 pts               |
| 7e                    | Juan Ayuso            | Espagne               | UAE Team Emirates     | 105 pts               |
| 8e                    | Marc Soler            | Espagne               | UAE Team Emirates     | 97 pts                |
| 9e                    | Lennard Kämna         | Allemagne             | Bora-Hansgrohe        | 85 pts                |
| 10e                   | Marijn van den Berg   | Pays-Bas              | EF Education-EasyPost | 85 pts                |

| Classement par points | Classement par points | Classement par points | Classement par points | Classement par points |
| Coureur               | Coureur               | Pays                  | Équipe                | Points                |
| --------------------- | --------------------- | --------------------- | --------------------- | --------------------- |
| 1er                   | Kaden Groves          | Australie             | Alpecin-Deceuninck    | 228 pts               |
| 2e                    | Remco Evenepoel       | Belgique              | Soudal Quick-Step     | 192 pts               |
| 3e                    | Andreas Kron          | Danemark              | Lotto Dstny           | 139 pts               |
| 4e                    | Jonas Vingegaard      | Danemark              | Jumbo-Visma           | 123 pts               |
| 5e                    | Primož Roglič         | Slovénie              | Jumbo-Visma           | 117 pts               |
| 6e                    | Sepp Kuss             | États-Unis            | Jumbo-Visma           | 112 pts               |
| 7e                    | Juan Ayuso            | Espagne               | UAE Team Emirates     | 105 pts               |
| 8e                    | Marc Soler            | Espagne               | UAE Team Emirates     | 97 pts                |
| 9e                    | Lennard Kämna         | Allemagne             | Bora-Hansgrohe        | 85 pts                |
| 10e                   | Marijn van den Berg   | Pays-Bas              | EF Education-EasyPost | 85 pts                |

| Classement de la montagne | Classement de la montagne | Classement de la montagne | Classement de la montagne | Classement de la montagne |
| Coureur                   | Coureur                   | Pays                      | Équipe                    | Points                    |
| ------------------------- | ------------------------- | ------------------------- | ------------------------- | ------------------------- |
| 1er                       | Remco Evenepoel           | Belgique                  | Soudal Quick-Step         | 129 pts                   |
| 2e                        | Jonas Vingegaard          | Danemark                  | Jumbo-Visma               | 51 pts                    |
| 3e                        | Michael Storer            | Australie                 | Groupama-FDJ              | 39 pts                    |
| 4e                        | Romain Bardet             | France                    | Team DSM-Firmenich        | 35 pts                    |
| 5e                        | Primož Roglič             | Slovénie                  | Jumbo-Visma               | 33 pts                    |
| 6e                        | Sepp Kuss                 | États-Unis                | Jumbo-Visma               | 33 pts                    |
| 7e                        | Damiano Caruso            | Italie                    | Bahrain Victorious        | 30 pts                    |
| 8e                        | Andreas Kron              | Danemark                  | Lotto Dstny               | 28 pts                    |
| 9e                        | Eduardo Sepúlveda         | Argentine                 | Lotto Dstny               | 23 pts                    |
| 10e                       | Jesús Herrada             | Espagne                   | Cofidis                   | 22 pts                    |

| Classement de la montagne | Classement de la montagne | Classement de la montagne | Classement de la montagne | Classement de la montagne |
| Coureur                   | Coureur                   | Pays                      | Équipe                    | Points                    |
| ------------------------- | ------------------------- | ------------------------- | ------------------------- | ------------------------- |
| 1er                       | Remco Evenepoel           | Belgique                  | Soudal Quick-Step         | 129 pts                   |
| 2e                        | Jonas Vingegaard          | Danemark                  | Jumbo-Visma               | 51 pts                    |
| 3e                        | Michael Storer            | Australie                 | Groupama-FDJ              | 39 pts                    |
| 4e                        | Romain Bardet             | France                    | Team DSM-Firmenich        | 35 pts                    |
| 5e                        | Primož Roglič             | Slovénie                  | Jumbo-Visma               | 33 pts                    |
| 6e                        | Sepp Kuss                 | États-Unis                | Jumbo-Visma               | 33 pts                    |
| 7e                        | Damiano Caruso            | Italie                    | Bahrain Victorious        | 30 pts                    |
| 8e                        | Andreas Kron              | Danemark                  | Lotto Dstny               | 28 pts                    |
| 9e                        | Eduardo Sepúlveda         | Argentine                 | Lotto Dstny               | 23 pts                    |
| 10e                       | Jesús Herrada             | Espagne                   | Cofidis                   | 22 pts                    |

| Classement du meilleur jeune | Classement du meilleur jeune | Classement du meilleur jeune | Classement du meilleur jeune | Classement du meilleur jeune |
| Coureur                      | Coureur                      | Pays                         | Équipe                       | Temps                        |
| ---------------------------- | ---------------------------- | ---------------------------- | ---------------------------- | ---------------------------- |
| 1er                          | Juan Ayuso                   | Espagne                      | UAE Team Emirates            | 65 h 35 min 27 s             |
| 2e                           | Cian Uijtdebroeks            | Belgique                     | Bora-Hansgrohe               | + 3 min 37 s                 |
| 3e                           | João Almeida                 | Portugal                     | UAE Team Emirates            | + 6 min 20 s                 |
| 4e                           | Santiago Buitrago            | Colombie                     | Bahrain Victorious           | + 8 min 20 s                 |
| 5e                           | Remco Evenepoel              | Belgique                     | Soudal Quick-Step            | + 23 min 53 s                |
| 6e                           | Einer Rubio                  | Colombie                     | Movistar Team                | + 41 min 26 s                |
| 7e                           | Antonio Tiberi               | Italie                       | Bahrain Victorious           | + 56 min 24 s                |
| 8e                           | Attila Valter                | Hongrie                      | Jumbo-Visma                  | + 59 min 54 s                |
| 9e                           | Lenny Martinez               | France                       | Groupama-FDJ                 | + 1 h 27 min 29 s            |
| 10e                          | Finn Fisher-Black            | Nouvelle-Zélande             | UAE Team Emirates            | + 1 h 43 min 01 s            |

| Classement du meilleur jeune | Classement du meilleur jeune | Classement du meilleur jeune | Classement du meilleur jeune | Classement du meilleur jeune |
| Coureur                      | Coureur                      | Pays                         | Équipe                       | Temps                        |
| ---------------------------- | ---------------------------- | ---------------------------- | ---------------------------- | ---------------------------- |
| 1er                          | Juan Ayuso                   | Espagne                      | UAE Team Emirates            | 65 h 35 min 27 s             |
| 2e                           | Cian Uijtdebroeks            | Belgique                     | Bora-Hansgrohe               | + 3 min 37 s                 |
| 3e                           | João Almeida                 | Portugal                     | UAE Team Emirates            | + 6 min 20 s                 |
| 4e                           | Santiago Buitrago            | Colombie                     | Bahrain Victorious           | + 8 min 20 s                 |
| 5e                           | Remco Evenepoel              | Belgique                     | Soudal Quick-Step            | + 23 min 53 s                |
| 6e                           | Einer Rubio                  | Colombie                     | Movistar Team                | + 41 min 26 s                |
| 7e                           | Antonio Tiberi               | Italie                       | Bahrain Victorious           | + 56 min 24 s                |
| 8e                           | Attila Valter                | Hongrie                      | Jumbo-Visma                  | + 59 min 54 s                |
| 9e                           | Lenny Martinez               | France                       | Groupama-FDJ                 | + 1 h 27 min 29 s            |
| 10e                          | Finn Fisher-Black            | Nouvelle-Zélande             | UAE Team Emirates            | + 1 h 43 min 01 s            |

| Classement par équipes | Classement par équipes | Classement par équipes | Classement par équipes |
| Équipe                 | Équipe                 | Pays                   | Temps                  |
| ---------------------- | ---------------------- | ---------------------- | ---------------------- |
| 1re                    | Jumbo-Visma            | Pays-Bas               | 196 h 00 min 56 s      |
| 2e                     | Bahrain Victorious     | Bahreïn                | + 33 min 59 s          |
| 3e                     | UAE Team Emirates      | Émirats arabes unis    | + 36 min 27 s          |
| 4e                     | Bora-Hansgrohe         | Allemagne              | + 38 min 13 s          |
| 5e                     | Movistar Team          | Espagne                | + 2 h 19 min 46 s      |
| 6e                     | TotalEnergies          | France                 | + 3 h 13 min 52 s      |
| 7e                     | Soudal Quick-Step      | Belgique               | + 3 h 39 min 11 s      |
| 8e                     | Groupama-FDJ           | France                 | + 3 h 42 min 24 s      |
| 9e                     | Lidl-Trek              | États-Unis             | + 3 h 42 min 59 s      |
| 10e                    | Astana Qazaqstan Team  | Kazakhstan             | + 4 h 09 min 10 s      |

| Classement par équipes | Classement par équipes | Classement par équipes | Classement par équipes |
| Équipe                 | Équipe                 | Pays                   | Temps                  |
| ---------------------- | ---------------------- | ---------------------- | ---------------------- |
| 1re                    | Jumbo-Visma            | Pays-Bas               | 196 h 00 min 56 s      |
| 2e                     | Bahrain Victorious     | Bahreïn                | + 33 min 59 s          |
| 3e                     | UAE Team Emirates      | Émirats arabes unis    | + 36 min 27 s          |
| 4e                     | Bora-Hansgrohe         | Allemagne              | + 38 min 13 s          |
| 5e                     | Movistar Team          | Espagne                | + 2 h 19 min 46 s      |
| 6e                     | TotalEnergies          | France                 | + 3 h 13 min 52 s      |
| 7e                     | Soudal Quick-Step      | Belgique               | + 3 h 39 min 11 s      |
| 8e                     | Groupama-FDJ           | France                 | + 3 h 42 min 24 s      |
| 9e                     | Lidl-Trek              | États-Unis             | + 3 h 42 min 59 s      |
| 10e                    | Astana Qazaqstan Team  | Kazakhstan             | + 4 h 09 min 10 s      |

### Sanctions au classement UCI
| \| Coureur \| Pays \| Équipe \| Points \| \| ------------- \| ------ \| ---------------- \| ----------- \| \| Fabio Felline \| Italie \| Astana Qazaqstan \| - 25 points \| |        |                  |             |
| Coureur | Pays   | Équipe           | Points      |
| Fabio Felline | Italie | Astana Qazaqstan | - 25 points |

## Abandons
Aucun abandon.